# Супра
 Тази статия е за грузинската традиция.  За модела автомобили вижте Тойота Супра.  
Супра (на грузински: სუფრა) в буквален превод е покривка за маса, в преносен смисъл означава традиционния грузински начин на гощаване. Супра се нарича всеки вид събиране на трапеза, при който се спазват определени правила на черпене и на поведение на гостите. Основните поводи за супра са рождени дни, сватби, погребения, религиозни празници и социални мероприятия. По време на супра се нарежда богата софра, вдигат се много тостове и всички присъстващи участват в полифоничното изпълнение на грузинските песни. Супра може да се провежда и без формални или семейни поводи, достатъчно е да са изпълнени следните условия: да присъства поне един гост, на трапезата да има определено количество вино и да има готовност то да се изпие докрай.
През 2017 г. със заповед на Националната агенция по запазване на културното наследство на традиционната супра е присвоен статутът на паметник на културата, който се включва в националния списък на нематериалното културно наследство на Грузия.

## Правила
В грузинската социална култура супра е традицията, която обединява грузинската кухня и грузинското вино при ключово участие на тамада. Супра е въплъщение на щедрото грузинско гостоприемство. Тя е шумно, колоритно, радушно и доста продължително пиршество – понякога от сутрин до вечер.

### Ястия
По време на супра трапезата демонстрира изобилие и щедрост. Предлага се максимално разнообразие на ястия, масата винаги трябва да е претрупана. При традиционната супра не е приета смяна на блюдата в определена последователност, както е в европейската култура. Върху масата се нареждат всички видове ястия, които ще се консумират – едновременно върху нея могат да се видят салати, мезета, предястия, основните блюда и десерти.
През всички сезони на трапезата присъстват нарязани салати. Колорит на масата придават чиниите, в които са наредени цели зеленчуци – краставици, домати, репички, и снопчета зеленина – магданоз, естрагон, кресон.
Като мезета и топли и студени ордьоври се използват разнообразни пхали от варени и задушени зеленчуци – патладжани, спанак, зелен фасул, зеле, моркови и др., заляти със сос от орехи и подправки. Различните сирена – имеретинско сирене, сулугини, гуда и др. – се подреждат в чиниите, нарязани така, че всеки да избере по своя вкус. Задължително е присъствието на риба от планинските реки – пъстърва, сом. Традиционно се сервират грузинските ястия кучмачи (ситно нарязани дреболии), задушено пиле със сос сациви от орехи и канела, прасенце със сос ткемали от сливи. Супра не може да мине и без горещите хачапури (питки със сирене).
Сред основните храни типичните са задушено говеждо, печена на фурна пуйка с дюли, шишчета, хашлама (телешки кебап) и множество други.
Масата непрекъснато се допълва, изпразнените чинии се подменят с пълните. Повечето от ястията се украсяват със зеленина и зърна нар.
За десерт се предлагат сладки и плодове. Традиционните грузински сладки са чурчхела, козинаки – блокчета от орехи и мед, пеламуши – гъст кисел от царевично брашно и гроздов сок.
За големите семейни събирания супра се организира и подготвя с помощта на близки и съседи.

### Вино
Традицията на супра не позволява просто да се пийва виното – задължително е да има тост. За произнасянето на тостовете отговаря тамада, който, следвайки местната традиция, определя тяхната правилна последователност. По време на тоста забранено е да се пие, въпреки че тостовете на тамада могат да траят и половин час. Минималното количество тостове по време на супра е 10 – 12, в зависимост от региона или другите особености на повода за супра. Първият тост е за мир или за Бог в зависимост от региона и повода за супра. Тостовете за децата, родителите и любовта са задължителни. Освен тях се пие за Родината, братята и сестрите, за починалите, за жените и др. Тостът е винаги позитивен, разказва за общочовешките ценности, не се говори за политика или други спорни теми. Тостът на обща тема завършва с колективно възклицание „Гаумарджос“ (наздраве)– пожелаване на здраве за всички присъстващи.
Друг важен участник в супра е мерикипе. Това е човекът, който разлива виното, но не просто напълва чашите, а следи нивото на опиянение на присъстващите да е еднакво. Всеки тост винаги първо се произнася от тамада, след него същият тост, но с други думи произнася мерикипе. Същата мисъл продължават с тостовете си присъстващите мъже. Те са задължени да произнасят тостовете, жените могат да го правят по желание. Гостите се състезават в красноречие, остроумие и грандиозността на тостовете си. С един тост не се пие за няколко неща – всеки тост заявява само един повод за пиене. Никой не бива да напуска масата по време на уводния тост на тамада или когато някой от гостите вземе думата. Вежливото поведение изисква разрешение на тамада за напускане на масата, независимо от причината, налагаща това.
Според етикета, преди да се пие трябва да се чукне с чашата на другия гост, държейки своята под неговата ръка, а не над нея. Често намерението да се подчертае вежливостта води до дълги спорове между гостите, тъй като всеки се стреми правилно да докосне чашата на другия. Като резултат целият процес продължава едва ли не по-дълго от самия тост.
Виното се пие до дъно само при някои тостове. В този случай, след като всеки присъстващ се е изказал по темата, тамада вдига своята чаша и възклицава „Боло мде!“ – да се пие до дъно. Да се остави вино на дъното на чашата се смята за неуважение към тамада и към човека, на когото е посветен тостът. На един дъх обикновено се пие бяло вино. Червено вино – грузинците го наричат черно – се пие по малко.
Между тостовете обикновено се води лека беседа, политически дискусии, гостите се целуват и прегръщат, разказват спомени и весели истории. По време на супра много се пее – всички присъстващи на масата участват в прочутото грузинско полифонично изпълнение на песни. Супра приключва, когато виното на масата свършва. Последният тост на масата се пие за тамада. След него празненството свършва и всички се разотиват.

## Тостове на грузински
Популярните тостове завършват с възгласи, които на грузински звучат по следния начин:
- За Бога – დიდება უფალს – дидеба уфалс
- За мира – მშვიდობას გაუმარჯოს – мшвидобас гаумарджос
- За семейството – ჩვენ ოჯახებს გაუმარჯოს – чвен оджахебс гаумарджос
- За Родината – სამშობლოს გაუმარჯოს – самшоблос гаумарджос
- За Грузия – საქართველოს გაუმარჯოს – сакартвелос гаумарджос!
- За родителите – მშობლებს გაუმარჯოს – мшоблебс гаумарджос
- За братята и сестрите – დედ-მამის შვილებს გაუმარჯოს – дед-мамис швилебс гаумарджос
- За предците – წინაპრების მოგონება – цинапребис могонеба
- За отишлите – წასულების გახსენება – цасулебис гахсенеба
- За любовта – სიყვარულს გაუმარჯოს – сикварулс гаумарджос
- За жените– მანდილოსნებს გაუმარჯოს – мандилоснебс гаумарджос
- За майките– დედას გაუმარჯოს – дедас гаумарджос